# Gornja Stara vas
Gornja Stara vas je naselje u slovenskoj Općini Škocjanu. Gornja Stara vas se nalazi u pokrajini Dolenjskoj i statističkoj regiji Jugoistočnoj Sloveniji. 

## Stanovništvo
Prema popisu stanovništva iz 2002. godine naselje je imalo 24 stanovnika.